# Garame de Arriba
Garame de Arriba är en ort i Mexiko.   Den ligger i kommunen Santiago Papasquiaro och delstaten Durango, i den centrala delen av landet, 900 km nordväst om huvudstaden Mexico City. Garame de Arriba ligger 1 822 meter över havet och antalet invånare är 255.
Terrängen runt Garame de Arriba är varierad. Runt Garame de Arriba är det mycket glesbefolkat, med 6 invånare per kvadratkilometer. Närmaste större samhälle är Santiago Papasquiaro, 7,6 km öster om Garame de Arriba. Omgivningarna runt Garame de Arriba är i huvudsak ett öppet busklandskap.